# سرود مروارید
سرود یهودای توماس رسول در سرزمین هند که امروزه از آن با عنوان‌های سرود مروارید، و سرود روان یاد می‌شود، سرودی عرفانی است که در کتاب اعمال توماس از ملحقات عهد جدید گنجانده‌شده است. از آن نسخه‌ای منظوم به زبان سریانی و نسخه‌ای منثور به زبان یونانی امروزه در دسترس است. از میان این دو نسخه، سریانی را اصل گرفته، و یونانی را نیز، برگردانی از سریانی دانسته‌اند. بااین‌حال مشخص نیست که نسخهٔ سریانی که امروزه به‌جامانده است همان نسخهٔ آغازین است یا تحریری متأخرتر از یک نسخهٔ کهن‌تر به‌حساب می‌آید. این سرود به‌سبک تمثیلی و مجازی نوشته‌شده، و مضامینی با درون‌مایهٔ گنوسی در خود دارد. ظاهراً مانی، بنیان‌گذار آیین مانوی با این سرود آشنا بوده و برخی از نمادپردازی‌های آن را نیز در نوشته‌های خود به‌کارگرفته است.

## داستان
داستان دربارهٔ یک شاهزادهٔ اشکانی است که از سوی پدر و مادر خود مأمور گرفتن مرواریدی می‌شود که در اختیار یک مار اهریمنی، ساکن در دریای مجاور مصر است. شاهزاده، از ورکانه به مصر می‌رود، و در نزدیکی لانهٔ مار، موضع می‌گیرد. بنابر توصیهٔ یکی از خویشاوندانش، شاهزاده جامهٔ مصری می‌پوشد، تا مصریان او را نشناسند. بااین‌حال، مصریان به هویت راستین شاهزاده پی برده و با دادن خوراک مصری به شاهزاده باعث می‌شوند تا او هویت، تبار و مأموریت خودش را به فراموشی سپارد و به‌خدمت شاه مصریان درآید. این ماجرا، به گوش پدر و مادرش رسیده و آن‌ها نیز با فرستادن نامه‌ای، پسر را از خواب غفلت بیدار می‌کنند. شاهزاده با به‌کارگیری افسونی، مار را بیهوش و حواس می‌کند و مروارید را از او می‌رباید. شاهزاده به سرزمین خود بازمی‌گردد و پدر به‌عنوان پاداش، به او جامه‌ای شاهانه اهدا می‌کند.

### نمادپردازی
| نماد               | مفهوم      |
| ------------------ | ---------- |
| شاهنشاه و شهبانو   | خدا        |
| شاهزاده            | انسان      |
| ورکانه (گرگان)     | عرش الهی   |
| مروارید            | روح و روان |
| مار (اژدها)        | شیطان      |
| مصر، دریا          | جهان مادی  |
| جامهٔ مصری          | جسم مادی   |
| غذای مصری          | لذات مادی  |
| نامه               | امداد الهی |
| جامهٔ شاهانه (خلعت) | خودِ معنوی  |

## خاستگاه
زمان سرایش سرود مروارید مشخص نیست، اما به‌نظر می‌رسد پیش از سرنگونی شاهنشاهی اشکانی، شکل‌گرفته باشد. تئودور نولدکه، در این باب نوشته است:
گمان می‌کنم که وجود نام پارتیان خود دلیلی است قطعی که این سرود قدیمی‌تر است از زمان بنیان‌گذاری شاهنشاهی ساسانی، چه دلیلی نداشت که در مشرق‌زمین پس از سقوط پارتیان از آنان با احترام یاد شود. همین‌طور ذکر نام میشان به‌عنوان یک مرکز بزرگ تجاری اشاره دارد به قرن دوم میلادی. و با این زمان، زبان غریب این سرود نیز می‌خواند.
در نسخه سریانی سرود مروارید تعداد زیادی واژه پهلوانیگ به چشم می خورد، در صورتی که این‌ همه واژه‌ی پارتی در کمتر نبشته‌ی سریانی یافت می شود؛ این موضوع این شائبه را تقویت می کند که یا سرود در ابتدا به زبان پهلوانیگ بوده و سپس به زبان سریانی درآمده، یا این که نویسنده‌‌ی سرود به سریانی، خود پارتی‌زبان بوده است. به همین جهت برخی سرود مروارید را به بردیصان پارتی‌تبار منسوب می کنند.

## در ایران
نخستین‌بار، عبدالحسین زرین‌کوب، در کتاب «ارزش میراث صوفیه»، ترجمهٔ فارسی گزیده‌ای از این سرود را با عنوان «جامهٔ فخر»، به‌نشر رسانید. ترجمه‌های کاملی توسط شرف‌الدین خراسانی، بیژن غیبی، و ابوالقاسم اسماعیل‌پور از این سرود ارائه‌شده است. همچنین رهام اشه توانسته با جایگزینی واژگان پارسیگ بجای سریانی، این سرود را به صورت منظوم به زبان پارسیگ بازسازی کند.